# Erin Flanagan
Pour les articles homonymes, voir Flanagan.
Erin Flanagan, née en 1971, est une romancière américaine, autrice de roman policier.

## Œuvre

### Romans
- Deer Season (2021)
- Blackout (2022)
- Come With Me (2023)

### Recueils de nouvelles
- The Usual Mistakes, and Other Stories (2005)
- It’s Not Going To Kill You, and Other Stories (2013)

### Nouvelles
- The Baby  (2015)
- The Days of Eggs  (2015)
- The Rule of Threes  (2016)
- The Likelihood of the Worst Outcome  (2016)
- Assisted Living  (2017)
- Paying Customers Only  (2019)
- Emergency  (2019)
- Tell Me Why It Matters  (2020)
- Hold Steady  (2020)

## Prix et distinctions

### Prix
- Prix Edgar-Allan-Poe 2022 du meilleur premier roman pour Deer Season[1]

### Nominations
- Prix Macavity 2022 du meilleur premier roman pour Deer Season[2]
- Midwest Book Award 2022 pour Deer Season[3]